# Armorial des communes de Saône-et-Loire
- il comporte peu ou pas de sources.
- il reste des blasons à dessiner dans cet armorial.
- certaines figures sont encore dans un format bitmap et doivent être vectorisées.

Blason du département de Saône-et-Loire : D'or à deux pals ondés d'azur, au Chef de Bourgogne.
Blason de Bourgogne : Écartelé d'azur semé de fleurs de lys d'or, à la bordure componée d'argent et de gueules (de Touraine) ; et d'un bandé d'or et d'azur, à la bordure de gueules (de Bourgogne ancien).
Ancien Blason de Bourgogne : Bandé d'or et d'azur, à la bordure de gueules.

Cette page dresse l'ensemble des armoiries (figures et blasonnements) des communes de Saône-et-Loire disposant d'un blason. Les armes dites à enquerre (enfreignant la Règle de contrariété des couleurs) sont maintenues dans cet armorial, la rubrique Détails mentionnant leur statut particulier. Cependant, les communes sans blason et celles arborant un "pseudo-blason" (dessin d'amateur ressemblant vaguement à un blason, employé par la ville comme son blason, mais ne respectant aucune règle de construction héraldique) sont volontairement exclues de cet armorial. Leur statut est mentionné à la fin de chaque lettre.

(0 dessin(s) en attente.)
- Haut – A
- B
- C
- D
- E
- F
- G
- H
- I
- J
- K
- L
- M
- N
- O
- P
- Q
- R
- S
- T
- U
- V
- W
- X
- Y
- Z

## A
| Blason de Allerey-sur-Saône | Blason  | Parti : au 1er de sinople à un épi de blé feuillé d'or posé en bande en chef et à une grappe de raisin feuillée de deux pièces d'argent en pointe, au 2d d'argent à la fasce ondée d'azur en chef et à la burelle ondée du même en pointe ; au chef parti, au 1er bandé d'or et d'azur et à la bordure de gueules, au 2d de gueules à un casque de centurion d'or. |
| Blason de Allerey-sur-Saône | Détails | Création Jean-François Binon, adoptée en 2021. |

| Blason de Ameugny | Blason  | De gueules à trois chevrons d'or.                                                                              |
| Blason de Ameugny | Détails | Armes de la famille du Blé, famille seigneuriale d'Ameugny et de Cormatin. Armoiries adoptées le 24 juin 1994. |

| Blason de Autun | Blason  | D'or au lion de gueules, au chef bandé d'or et d'azur de six pièces bordé du second (chef de Bourgogne ancien). |
| Blason de Autun | Détails | Armoiries adoptées le 1er janvier 1868.                                                                         |

| Blason de Azé | Blason  | De gueules à trois annelets d'argent ; au chef tiercé en pal : au 1er d'azur à un tonneau couché d'or, au 2d d'argent à un cèdre de sinople, au 3e d'azur au crâne d'un animal préhistorique d'or.    |
| Blason de Azé | Détails | Les annelets d'argent sur champ de gueules rappellent Mâcon. Le chef représente les caractéristiques d'Azé : le vin, la forêt, et les grottes préhistoriques. Armoiries adoptées le 1er janvier 1987. |

Pas d'information pour les communes suivantes : L'Abergement-de-Cuisery, L'Abergement-Sainte-Colombe, Aluze, Amanzé, Anglure-sous-Dun, Anost, Antully, Anzy-le-Duc, Artaix, Authumes et Auxy.
Allériot porte un pseudo-blason.
- Haut – A
- B
- C
- D
- E
- F
- G
- H
- I
- J
- K
- L
- M
- N
- O
- P
- Q
- R
- S
- T
- U
- V
- W
- X
- Y
- Z

## B
| Blason de Bantanges | Blason  | D'azur à deux chevrons d'or accompagnés en ointe d'un croissant d'argent; à la filière de gueules. |
| Blason de Bantanges | Détails | Le statut officiel du blason reste à déterminer.                                                   |

| Blason de Beauvernois | Blason  | Écartelé, le trait du coupé ondé : au 1er d'or à un vergne [aulne] arraché au naturel, au 2e d'azur à un lion d'hermine, au 3e d'azur à un agneau pascal couché et contourné d'argent, tenant une croix haute d'or à la bannière d'argent chargée d'une croisette de gueules, au 4e de sinople à une gerbe d'or ; sur le tout, d'argent à un chêne arraché de sable. |
| Blason de Beauvernois | Détails | Armes parlantes. (vergne) Le statut officiel du blason reste à déterminer. |

| Blason de Bellevesvre | Blason  | D'azur au chevron d'or accompagné de trois étoiles d'argent. |
| Blason de Bellevesvre | Détails | Le statut officiel du blason reste à déterminer.             |

| Blason de Berzé-la-Ville | Blason  | Écartelé d'argent à trois quintefeuilles d'azur, et de sinople à trois grappes de raisin d'or ; sur le tout, de gueules à l'épée d'argent, à deux clés d'or passées en sautoir brochant sur l'épée .                                        |
| Blason de Berzé-la-Ville | Détails | L'écusson central reprend les armes de l'abbaye de Cluny, à laquelle la commune a toujours été rattachée. Les grappes de raisin rappellent la vigne et les fleurs honorent le fleurissement de la ville. Armoiries adoptées le 31 mai 1991. |

| Blason de Berzé-le-Châtel | Blason  | De gueules à trois étoiles d'or                  |
| Blason de Berzé-le-Châtel | Détails | Le statut officiel du blason reste à déterminer. |

| Blason de Bey | Blason  | D'azur à un mouton d'argent accompagné de trois quintefeuilles d'or rangées en chef.                                                    |
| Blason de Bey | Détails | Armes du coseigneur de Bey (« en la portion dite de la Cosne »). Armes parlantes. (cri du mouton) Armoiries adoptées le 3 juillet 1998. |

| Blason de Blanzy | Blason  | De gueules à six épis de blé d'or, trois rangés en barre à dextre, trois en bande à senestre, les tiges ployées et réunies en pointe ; à une roue d'engrenage d'argent brochant sur le tout et enfermant un bloc de charbon en cœur (tout surmonté de l'inscription « BLANZY » en lettres capitales d'argent). |
| Blason de Blanzy | Détails | Les épis de blé, le bloc de charbon et la roue de l'industrie sont des symboles de la richesse de Blanzy. Création d'André Quincy et Michel Dufour adoptée le 1er janvier 1971. |

| Blason de Bonnay | Blason  | D'azur à un heaume d'or empanaché de gueules et taré de profil, au chef d'argent bastillé de quatre pièces. |
| Blason de Bonnay | Détails | La commune emploie sur son site internet une version indûment modifiée de celui-ci, présentant des couleurs erronées. Le blason ci-contre est celui retenu par les Archives Nationales de Saône-et-Loire avant la modification communale. Le statut officiel du blason reste à déterminer. |

| Blason de Les Bordes | Blason  | Parti : au 1er de sinople à une ancre renversée avec sa gumène d'or, au 2d d'argent à un brochet d'azur entre deux divises ondées du même ; au chef bandé d'or et d'azur et à la bordure de gueules. |
| Blason de Les Bordes | Détails | Le statut officiel du blason reste à déterminer. |

| Blason de Bourbon-Lancy | Blason  | D'azur au lion d'or accompagné de huit coquilles du même rangées en orle.                               |
| Blason de Bourbon-Lancy | Détails | Armes des premiers seigneurs de Bourbon-l'Archambault. Le statut officiel du blason reste à déterminer. |

| Blason de Branges | Blason  | De gueules à un pélican d'argent avec sa piété de gueules dans son aire d'or, au chef cousu d'azur* chargé d'une fleur de lys aussi d'or. |
| Blason de Branges | Détails | * Ces armes emploient le terme « cousu » dans le seul but de contrevenir à la règle de contrariété des couleurs : elles sont fautives : Aucune trace d'une concession de ce chef d'azur par un Roi de France. Armoiries adoptées le 19 octobre 1952. |

| Blason de Burnand | Blason  | Coupé d'azur à un croissant d'argent à dextre, et de gueules plain ; à une divise d'or brochant sur la partition |
| Blason de Burnand | Détails | Le statut officiel du blason reste à déterminer.                                                                 |
| Blason de Burnand | Alias   | De gueules à la fasce d'or accompagnée d'un croissant d'or en chef dextre.                                       |

| Blason de Burzy | Blason  | De sable à trois coquilles d'escargot d'or.      |
| Blason de Burzy | Détails | Le statut officiel du blason reste à déterminer. |
| Blason de Burzy | Alias   | De gueules à trois coquilles d'escargot d'or.    |

| Blason de Buxy | Blason  | De sinople à une grappe de raisin d’or, au chef du même chargé d’une branche de buis du premier. |
| Blason de Buxy | Détails | La commune et les Archives Départementales mentionnent un blason alternatif, un chef d'azur et une grappe de gueules, qui est à enquerre. Armes parlantes. (buis) Le statut officiel du blason reste à déterminer. |

Pas d'information pour les communes suivantes : Ballore, Barizey, Barnay, Baron, Baudemont, Baudrières, Baugy, Beaubery, Beaumont-sur-Grosne, Beaurepaire-en-Bresse, Bergesserin, Bissey-sous-Cruchaud, Bissy-la-Mâconnaise, Bissy-sous-Uxelles, Bissy-sur-Fley, Les Bizots, Blanot , Bois-Sainte-Marie, Bonnay, Bosjean, Bouhans, La Boulaye, Bourg-le-Comte, Bourgvilain, Bouzeron, Boyer, Bragny-sur-Saône, Brandon, Bray, Bresse-sur-Grosne, Le Breuil, Briant, Brienne (Saône-et-Loire), Brion, Broye, Bruailles, Buffières, Burgy, Burnand et Bussières.
- Haut – A
- B
- C
- D
- E
- F
- G
- H
- I
- J
- K
- L
- M
- N
- O
- P
- Q
- R
- S
- T
- U
- V
- W
- X
- Y
- Z

## C
| Blason de Céron | Blason  | De sinople à la fasce ondée d'or chargée d'une cotice ondée d'azur, accompagnée de deux têtes de chèvre coupées et affrontées d'argent en chef, et d'un bœuf arrêté du même en pointe. |
| Blason de Céron | Détails | Créé par Jean-François BINON, Bulletin municipal 2014. |

| Blason de Chagny | Blason  | D’or au chêne terrassé de sinople, futé du champ. Devise / Cri« e solo robur » (du sol vient ma force) |
| Blason de Chagny | Détails | Armes parlantes. (chêne) Le statut officiel du blason reste à déterminer.                              |

| Blason de Chaintré | Blason  | De gueules à la barre engrêlée d'argent.         |
| Blason de Chaintré | Détails | Le statut officiel du blason reste à déterminer. |

| Blason de Chalmoux | Blason  | Tiercé en pairle renversé: au 1er d'or à l'église d'argent, au 2e de gueules au chevalet de mine de sable, au 3e de sinople à la vache contournée, arrêtée et la tête de face d'argent. |
| Blason de Chalmoux | Détails | * Il y a là non-respect de la règle de contrariété des couleurs : ces armes sont fautives (argent sur or et sable sur gueules).                                                         |

| Blason de Chalon-sur-Saône | Blason  | D'azur à trois annelets d'or ; à la champagne cousue* de gueules, chargée d'une croix de la Légion d'honneur au naturel. Ornements extérieursLégion d'honneur Croix de guerre 1939-1945                                             |
| Blason de Chalon-sur-Saône | Détails | * Ces armes emploient le terme « cousu » dans le seul but de contrevenir à la règle de contrariété des couleurs : elles sont fautives : gueules sur azur. Accordées par lettres patentes de Louis-Philippe Ier le 6 septembre 1831. |
| Blason de Chalon-sur-Saône | Alias   | D'azur à trois annelets d'or. Armes historiques de la ville, attestées dès le XIIIe siècle et adoptées le 22 avril 1698. |

| Blason de Chamilly | Blason  | Écartelé: au 1er d'azur semé de fleurs de lis d'or, à la bordure componée d'argent et de gueules (de Touraine), au 2d bandé d'azur et d'or et à la bordure de gueules (de Bourgogne ancien), au 3e de gueules à la fasce d'or, au 4e de sinople à une gerbe d'or. Ornements extérieursDeux ceps de vigne de sinople, fruités de pourpre, un par flanc. Devise / Cri« Chamilly un jour, Chamilly toujours » |
| Blason de Chamilly | Détails | Armoiries adoptées le 3 octobre 2006. |

| Blason de Champagnat | Blason  | Écartelé en sautoir : au 1er d'azur à trois molettes d'or, au 2e d'argent à un chêne au naturel, au 3e d'argent à une grappe de raisin de pourpre tigée, feuillée et vrillée au naturel, au 4e d'azur à un lion d'or. |
| Blason de Champagnat | Détails | Le statut officiel du blason reste à déterminer. |

| Blason de Champagny-sous-Uxelles | Blason  | Parti mi-coupé à senestre: au 1 d'azur à un saint Vincent d'argent, chevelé de sable, auréolé d'or, tenant dans sa dextre une palme d'argent et dans sa senestre une grappe de raisin de pourpre, tigée et feuillée au naturel, au 2 de gueules à trois jonquilles tigées et feuillés au naturel rangées en fasce, au 3 d'argent à une feuille de chêne de sinople posée en barre; au casque romain d'or brochant sur la partition en cœur, et à la filière de sinople enfermant le tout. |
| Blason de Champagny-sous-Uxelles | Détails | Créé par JF Binon. Adopté le 12 mai 2022. |

| Blason de Change | Blason  | D'or au pairle de gueules accompagné de cinq merlettes d'argent*, une en chef et deux sur chaque flanc l'une au-dessus de l'autre. |
| Blason de Change | Détails | * Il y a là non-respect de la règle de contrariété des couleurs : ces armes sont fautives (argent sur or).                         |

| Blason de Chapaize | Blason  | De gueules au chevron d'or accompagné en pointe d'un chêne de sable*.                                          |
| Blason de Chapaize | Détails | * Il y a là non-respect de la règle de contrariété des couleurs : ces armes sont fautives (sable sur gueules). |

| Blason de La Chapelle-Naude | Blason  | Tranché ondé: au 1er d'or aux lettres S, L, M de sable rangées en bande, au 2e de sinople plain,au filet ondé en bande d'azur brochant sur la partition; au chef coupé haussé au 1er d'argent à l'inscription «La Chapelle-Naude » de sable, au 2e parti, au I d'argent au lion de sable et chaussé à demi d'azur à dextre, au II d'azur à cinq bandes d'or. |
| Blason de La Chapelle-Naude | Détails | Le statut officiel du blason reste à déterminer. |

| Blason de Chardonnay | Blason  | Écartelé : au 1er d'or à un chardon tigé et feuillé de sinople et fleuri de pourpre, au 2e d'azur semé de fleurs de lys d'or et à la bordure componée d'argent et de gueules, au 3e de gueules à une grappe de raisin d'or feuillée et pamprée au naturel, au 4e d'or à un crosseron de sable. |
| Blason de Chardonnay | Détails | Armes parlantes. (chardon) Le statut officiel du blason reste à déterminer. |

| Blason de Charette-Varennes | Blason  | Écartelé en sautoir: au 1er d'azur à deux fasces ondées d'argent, au 2e d'or à la lettre cursive majuscule C de sable accompagnée en chef d'un épi de blé tigé et feuillé de sinople, au 3e d'or à la lettre cursive majuscule V de sable accompagnée en pointe d'un épi de maïs feuillé de sinople, 4 4e d'azur au lion d'hermine. |
| Blason de Charette-Varennes | Détails | Le statut officiel du blason reste à déterminer. |

| Blason de Charolles | Blason  | De gueules au lion à la tête contournée d'or, armé et lampassé d'azur.. |
| Blason de Charolles | Détails | Armoiries adoptées le 1er janvier 1868.                                 |

| Blason de Charrecey | Blason  | Parti de gueules à la fasce d'or, et d'argent au chevron du premier accompagné de sept merlettes du même, 2 et 2 en chef, 1 et 2 en pointe ; au chef d'or chargé d'un lion léopardé d'azur. |
| Blason de Charrecey | Détails | Cette composition constitue à elle seule une synthèse de 347 ans d'histoire du village. Le lion léopardé d'azur rappelle Messire d'ESTRABONNE qui tint Charrecey en 1442 et portait d'or au lion d'azur'. Vers 1520 ce fief passa par mariage à la maison d'AUMONT qui portait d'argent au chevron de gueules accompagné de sept merlettes du même. En 1644, la baronnie de Nautoux (dont dépend Charrecey) était tenue par Nicolas BOUTON qui portait de gueules à la fasce d'or. Armoiries conçues par M. François DE LA CLOCHE, date d'adoption inconnue. |

| Blason de Chasselas | Blason  | Taillé d'or à une tête de loup arrachée de sable, contournée et languée de gueules ; et du même à une grappe de raisin d'or feuillée de sinople. |
| Blason de Chasselas | Détails | Armes parlantes. (le chasselas est une variété de raisins) Le statut officiel du blason reste à déterminer.                                      |

| Blason de Chassy | Blason  | D'azur à la fasce d'or accompagnée de trois étoiles du même. Ornements extérieursL'écu est soutenu de fleurons d'or, a deux licornes d'argent affrontées pour tenants et est surmonté d'une couronne de marquis elle-même soutenue de fleurons d'or. |
| Blason de Chassy | Détails | Le statut officiel du blason reste à déterminer. |

| Blason de Châteauneuf | Blason  | D'azur au dextrochère vêtu d'argent mouvant du flanc dextre et tenant un épée du même et au senestrochère vêtu d'argent mouvant du flanc senestre et tenant deux clés entretenues adossés, celle de dextre d'or et celle de senestre d'argent. |
| Blason de Châteauneuf | Détails | Officiel (panneau d'entrée de ville, 2011 |

| Blason de Chaudenay | Blason  | D’azur à la croix ancrée d’or.                   |
| Blason de Chaudenay | Détails | Le statut officiel du blason reste à déterminer. |

| Blason de Chauffailles | Blason  | De gueules à trois coquilles d'or à la filière du même. |
| Blason de Chauffailles | Détails | Le statut officiel du blason reste à déterminer.        |

| Blason de Cheilly-lès-Maranges | Blason  | Parti de gueules à une clé d'or, et du même à une grappe de raisin du premier tigée et feuillée de sinople. Ornements extérieursDeux ceps de vigne feuillus d'une pièce de sinople, et fruitées de deux pièces de gueules, aux flancs. Couronne murale d'or de trois tours en chef. |
| Blason de Cheilly-lès-Maranges | Détails | Le statut officiel du blason reste à déterminer. |

| Blason de Chenay-le-Châtel | Blason  | Écartelé d'azur à trois étoiles d'argent, et du même à trois fasces vivrées de gueules.                                                                        |
| Blason de Chenay-le-Châtel | Détails | Adaptation des armes de la famille Andrault de Langeron, dont le fils aîné acquit la terre de Chenay en 1670. Le statut officiel du blason reste à déterminer. |

| Blason de Chevagny-les-Chevrières | Blason  | Cinq points de sinople équipolés à quatre d’or. —OU— Équipolé de sinople et d'or. |
| Blason de Chevagny-les-Chevrières | Détails | Le statut officiel du blason reste à déterminer.                                  |

| Blason de Chissey-en-Morvan | Blason  | D'azur à trois tours d'or maçonnées de sable, à la bordure componée d'argent et de gueules. |
| Blason de Chissey-en-Morvan | Détails | Les archives départementales mentionnent une bordure, mais l'ancien site de la mairie arborait une filière... le doute est donc permis, faute de preuve tangible. Le statut officiel du blason reste à déterminer. |

| Blason de Chissey-lès-Mâcon | Blason  | De gueules à un cerf de sable* bondissant senestré d'un cor d'or enguiché du même, le pavillon vers la pointe ; au chevron d'or brochant sur le cerf ; le tout enfermé dans une bordure réduite du même. |
| Blason de Chissey-lès-Mâcon | Détails | * Il y a là non-respect de la règle de contrariété des couleurs : ces armes sont fautives (sable sur gueules).                                                                                           |

| Blason de Ciel | Blason  | De sable au chevron d'or accompagné de deux étoiles d'argent en chef et d'un huchet du même en pointe. |
| Blason de Ciel | Détails | Le statut officiel du blason reste à déterminer.                                                       |

| Blason de Clayette (La) | Blason  | De gueules au cheval sellé et cabré d'argent; au chef d'azur chargé du château du lieu entouré d'arbres, le tout d'argent terrassé du même. Devise / CriVoir La Clayette est une fête |
| Blason de Clayette (La) | Détails | Le statut officiel du blason reste à déterminer. |
| Blason de Clayette (La) | Alias   | Coupé d'azur à un cheval passant et contourné d'argent, et de gueules à une barrière palissadée d'or sur une terrasse isolée et cousue d'azur.                                        |

| Blason de Clessé | Blason  | Coupé d'un parti d’azur à l’église d’argent sur une colline du même chargée d’un vignoble de sinople, et d’argent à une grappe de raisin d’or feuillée de sinople ; et de gueules à trois annelets d’argent. |
| Blason de Clessé | Détails | Le statut officiel du blason reste à déterminer. |

| Blason de Cluny | Blason  | D'azur à une clef d'argent en pal. Ornements extérieursCroix de Guerre 1939-1945                    |
| Blason de Cluny | Détails | Le statut officiel du blason reste à déterminer.                                                    |
| Blason de Cluny | Alias   | D'azur à deux clefs d'or adossées en pal, entretenues par le bas, aux anneaux losangés et pommetés. |

| Blason de Cormatin | Blason  | De sinople à la gerbe d'or.            |
| Blason de Cormatin | Détails | Armoiries adoptées le 6 novembre 2000. |

| Blason de Cortevaix | Blason  | De gueules au chevron d'argent accompagné en chef de deux huchets adossés d'or et d'une étoile du même en pointe. |
| Blason de Cortevaix | Détails | Le statut officiel du blason reste à déterminer.                                                                  |

| Blason de Coublanc | Blason  | De gueules à un coq stylisé d’argent. Devise / Cri« Coublanc, village que j’aime »                     |
| Blason de Coublanc | Détails | Armes parlantes. (Coublanc fait penser à "coq blanc") Le statut officiel du blason reste à déterminer. |

| Blason de Couches | Blason  | Écartelé au 1er d’azur semé de fleurs de lys d’or à la bordure componée d’argent et de gueules (de Touraine), au 2d bandé d’azur et d’or à la bordure de gueules (de Bourgogne ancien), au 3e de gueules à une fleur de marguerite d’argent boutonnée d’or, au 4e d’azur à un oiseau essorant contourné d’or. |
| Blason de Couches | Détails | Le 3e quartier honore Marguerite de Bourgogne, le 4e rappelle selon certaines sources la fête locale, ou le tir aux oiseaux est l'une des attractions ; d'autres l'affirment comme l'emblème de la confrérie médiévale des arquebusiers du lieu. Armoiries adoptées le 26 janvier 1990.                       |

| Blason de Crèches-sur-Saône | Blason  | D’azur à une roue de chariot de huit rayons d’or accompagnée en chef de deux poissons affrontés d’argent et en pointe de deux châteaux du même, à la bordure cousue de gueules* chargée de 24 grappes de raisin d’or. |
| Blason de Crèches-sur-Saône | Détails | La roue d'or sur azur reprend des armes des Charrier, les brochets rappellent la Saône, les châteaux rappellent ceux de Thoiriat et d'Estour ; les grappes sont celles des vignes du terroir. * Ces armes emploient le terme « cousu » dans le seul but de contrevenir à la règle de contrariété des couleurs : elles sont fautives : gueules sur azur. Conflit héraldique : le dessin ne présente que quatre grappes de raisin. Armoiries composées par les élèves de l'école primaire de la commune. |

| Blason de Cressy-sur-Somme | Blason  | Parti d'azur à quatre fasces ondées d'argent, et du même à une crosse d'évêque de sable. |
| Blason de Cressy-sur-Somme | Détails | Armoiries adoptées le 17 novembre 1988.                                                  |

| Blason de Creusot (Le) | Blason  | D’azur à un marteau-pilon d’argent posé sur une terrasse d’or, l’enclume sommée d’un lingot de gueules, accosté en chef de deux lampes anciennes de mineur d’or allumées de gueules, au chef cousu du même* chargé d'une ancre d'argent accostée de deux fleurs de lys d'or. |
| Blason de Creusot (Le) | Détails | * Ces armes emploient le terme « cousu » dans le seul but de contrevenir à la règle de contrariété des couleurs : elles sont fautives : chef de gueules sur champ d'azur. |

| Blason de Crissey | Blason  | D'or au chevron de sable accompagné de trois roses de gueules; au chef d'azur chargé d'un poisson d'argent. |
| Blason de Crissey | Détails | Le statut officiel du blason reste à déterminer.                                                            |

| Blason de Cuiseaux | Blason  | D'or à trois chevrons de gueules. Ornements extérieursL'écu est surmonté de la Couronne des Ducs de Savoie. |
| Blason de Cuiseaux | Détails | Le statut officiel du blason reste à déterminer.                                                            |

| Blason de Cuisery | Blason  | D'azur à quatre barres d'argent.                 |
| Blason de Cuisery | Détails | Le statut officiel du blason reste à déterminer. |

| Blason de Culles-les-Roches | Blason  | De gueules à la barre d'or accompagnée en chef dextre d'une fleur de lis du même, un dragon rampant de sable brochant sur le tout. |
| Blason de Culles-les-Roches | Détails | Le statut officiel du blason reste à déterminer.                                                                                   |

| Blason de Curtil-sous-Burnand | Blason  | Parti de sable à trois canettes d'argent rangées en pal, et de gueules à la fasce d'or surmontée d'un croissant du même. |
| Blason de Curtil-sous-Burnand | Détails | Le statut officiel du blason reste à déterminer.                                                                         |

| Blason de Cuzy | Blason  | Tiercé en pairle renversé : au 1er d'azur à un châtaignier d'or, au 2e d'argent à trois pommes de gueules tigées et feuillées d'une pièce de sinople, au 3e de sinople à un bœuf arrêté d'argent. |
| Blason de Cuzy | Détails | Adopté le 9 juin 2022. |

Pas d'information pour les communes suivantes : La Celle-en-Morvan, Cersot, Chambilly,  Champforgeuil, Champlecy, Chânes, Changy, La Chapelle-au-Mans, La Chapelle-de-Bragny, La Chapelle-de-Guinchay, La Chapelle-du-Mont-de-France, La Chapelle-Saint-Sauveur, La Chapelle-sous-Brancion, La Chapelle-sous-Dun, La Chapelle-sous-Uchon, La Chapelle-Thècle, Charbonnat, Charbonnières, La Charmée, Charmoy, Charnay-lès-Chalon, Charnay-lès-Mâcon, Chassey-le-Camp, Chassigny-sous-Dun, Château, Châtel-Moron, Châtenay, Châtenoy-en-Bresse, Châtenoy-le-Royal, La Chaux, Chenôves, Chérizet, Chevagny-sur-Guye, Chiddes, Ciry-le-Noble, Clermain, Clessy, Clux-Villeneuve, Collonge-en-Charollais, Collonge-la-Madeleine, Colombier-en-Brionnais, La Comelle, Cordesse, Cortambert, Crêches-sur-Saône, Créot, Cronat, Cruzille, Curbigny, Curdin, Curgy, Curtil-sous-Buffières, Cussy-en-Morvan.
Condal porte un pseudo-blason.
- Haut – A
- B
- C
- D
- E
- F
- G
- H
- I
- J
- K
- L
- M
- N
- O
- P
- Q
- R
- S
- T
- U
- V
- W
- X
- Y
- Z

## D
| Blason de Dampierre-en-Bresse | Blason  | D'azur à une tour crénelée de trois pièces d'or, ouverte, ajourée et maçonnée de sable. |
| Blason de Dampierre-en-Bresse | Détails | Le statut officiel du blason reste à déterminer.                                        |

| Blason de Davayé | Blason  | D'argent à un cep de vigne sur son échalas, au naturel, fruité d'or sur un tertre de tenné. |
| Blason de Davayé | Détails | Le statut officiel du blason reste à déterminer.                                            |

| Blason de Demigny | Blason  | D’azur à la tierce d’argent, accompagnée en chef d’un faucon à la tête contournée et chaperonnée d’or et en pointe d’une rose du même. Devise / Cri"Sunt mihi in custodiam" : "les miens montent la garde" |
| Blason de Demigny | Détails | Le statut officiel du blason reste à déterminer. |

| Blason de Devrouze | Blason  | D'azur à un lion d'argent à dextre et à un chêne d'or à senestre ; au chef parti au I d'azur semé de fleurs de lys d'or et à la bordure componée d'argent et de gueules, au II bandé d'or et d'azur et à la bordure de gueules. |
| Blason de Devrouze | Détails | Le statut officiel du blason reste à déterminer. |

| Blason de Dezize-lès-Maranges | Blason  | De gueules à la bande coticée d'argent chargée d'une trainée de cep de vigne de sinople fruitée de trois grappes de raisin de sable. |
| Blason de Dezize-lès-Maranges | Détails | Armoiries adoptées le 14 mars 1985.                                                                                                  |

| Blason de Diconne | Blason  | Coupé-ondé d'un parti d'azur à deux roseaux tigés et feuillés d'or accompagnés en chef d'un canard volant d'argent, et d'or à un chêne au naturel ; et de sinople à une ferme bressane d'or. |
| Blason de Diconne | Détails | Armoiries composées par M. Jean-François BINON, adoptées le 1er février 2015. |

| Blason de Digoin | Blason  | D'azur à l'ancre de marine fluviale renversée d'argent, sommée d'un croissant, lui-même accosté de deux étoiles, l'ancre accostée des lettres capitales F à dextre et M à senestre, chacune soutenue d'une quartefeuille, et accompagnée en pointe en dessous de l'organeau des lettres capitales C et I, le tout d'or. |
| Blason de Digoin | Détails | Le statut officiel du blason reste à déterminer. |

| Blason de Dracy-le-Fort | Blason  | D'argent à deux lances de gueules passées en sautoir, sur le tout de sinople chargé d'un dragon d'or. |
| Blason de Dracy-le-Fort | Détails | Le statut officiel du blason reste à déterminer.                                                      |

| Blason de Dracy-lès-Couches | Blason  | D'azur à deux bandes ondées abaissées d'argent, accompagnées en chef à senestre d'une tête coupée de cheval d'argent, bridée de gueules ; au franc-quartier d'or chargé d'une grappe de raisin de pourpre, tigée et feuillée au naturel. |
| Blason de Dracy-lès-Couches | Détails | Le statut officiel du blason reste à déterminer. |

| Blason de Dyo | Blason  | Fascé d'or et d'azur de 6 pièces à la bordure de gueules ; une clé d'argent brochant sur le fascé.                                                                        |
| Blason de Dyo | Détails | Reprise des armes de la famille de DYO, avec l'ajout de la clé représentant Saint-Pierre, le saint patron de la paroisse du lieu. Armoiries adoptées le 18 décembre 2001. |

Pas d'information pour les communes suivantes : Damerey, Davayé, Dennevy, Dettey, Dompierre-les-Ormes, Dompierre-sous-Sanvignes, Donzy-le-National, Donzy-le-Pertuis, Dracy-Saint-Loup.
Dommartin-lès-Cuiseaux porte un pseudo-blason.
- Haut – A
- B
- C
- D
- E
- F
- G
- H
- I
- J
- K
- L
- M
- N
- O
- P
- Q
- R
- S
- T
- U
- V
- W
- X
- Y
- Z

## E
| Blason de Épervans | Blason  | Tranché de sinople à la fasce ondée cousue d'azur*, et d'azur à l'église du lieu et au château de la Motte d'or rangés en bande; à la bande d'argent brochant sur la partition. |
| Blason de Épervans | Détails | * Ces armes emploient le terme « cousu » dans le seul but de contrevenir à la règle de contrariété des couleurs : elles sont fautives : azur sur sinople.                       |

| Blason de Épinac | Blason  | Écartelé d'argent au lion de gueules, à la bordure de sable chargée de huit besants du champ ; et d'azur à la croix alésée d'argent. |
| Blason de Épinac | Détails | Le statut officiel du blason reste à déterminer.                                                                                     |

| Blason de Étang-sur-Arroux | Blason  | D’azur au pont de cinq arches d’argent sur une rivière du même, entre deux collines losangées de sinople et d'or mouvant des flancs, le pont surmonté à senestre d'un cristal de neige d'argent ; au chef bandé d'azur et d’or et à la bordure de gueules (chef de Bourgogne ancien). |
| Blason de Étang-sur-Arroux | Détails | Armoiries adoptées le 1er juin 1977. |

Pas d'information pour les communes d'Écuelles, d'Écuisses, d'Épertully, d'Essertenne et d'Étrigny.
- Haut – A
- B
- C
- D
- E
- F
- G
- H
- I
- J
- K
- L
- M
- N
- O
- P
- Q
- R
- S
- T
- U
- V
- W
- X
- Y
- Z

## F
| Blason de Fay (Le) | Blason  | De gueules à la fasce d'or.                      |
| Blason de Fay (Le) | Détails | Le statut officiel du blason reste à déterminer. |

| Blason de Fleurville | Blason  | Taillé: au 1er d'azur au pont droit isolé de deux arches au naturel et maçonné de sable, au 2e d'argent à la tour d'or, ouverte et ajourée de sable. |
| Blason de Fleurville | Détails | * Il y a là non-respect de la règle de contrariété des couleurs : ces armes sont fautives (or sur argent). Adopté le 14 décembre 2022.               |

| Blason de Fontaines | Blason  | Parti d'or à deux fontaines héraldiques fascées-ondées d'argent et d'azur, l'une au-dessus de l'autre ; et d'un bandé d'or et d'azur et à la bordure de gueules (de Bourgogne ancien) ; le tout sommé d'un chef d'azur chargé de trois annelets d'or.                                                       |
| Blason de Fontaines | Détails | Armes parlantes. L'ancien blason a été remplacé en 2016 par une nouvelle composition. |
| Blason de Fontaines | Alias   | Parti: au 1er d'or à quatre bandes d'azur et à la bordure de gueules, au 2e d'argent à la tour du lieu du même maçonnée, ouverte et ajourée de sable et posée sur une champagne d'or chargée de trois burelles ondées d'azur; le tout sommé d'un chef d'azur chargé de trois annelets d'or ordonnés 2 et 1. |

| Blason de Frangy-en-Bresse | Blason  | D'azur au lion d'or tenant dans sa patte senestre une épée d'argent garnie d'or. |
| Blason de Frangy-en-Bresse | Détails | Le statut officiel du blason reste à déterminer.                                 |

| Blason de Frette (La) | Blason  | D’azur à trois chevrons d’or accompagnés de trois molettes du même. |
| Blason de Frette (La) | Détails | Le statut officiel du blason reste à déterminer.                    |

| Blason de Fretterans | Blason  | Tiercé en pairle renversé: au 1 de gueules à une gerbe de blé d'or, au 2 de sinople à un coq d'argent, au 3 d'or aux trois fasces ondées d'azur et à deux carpes d'argent, l'une au-dessus de l'autre, brochant sur les fasces; le tout au comble d'or chargé de l'inscription FRETTERANS en capitales de sable. |
| Blason de Fretterans | Détails | Créé par JF Binon. Adopté le 21 janvier 2021. . |

| Blason de Frontenaud | Blason  | Tiercé en pairle renversé : au 1er de sinople à un coq contourné d'argent, becqué d'or, crêté et langué de gueules et membré d'azur, au 2e d'azur à un lion d'hermine, au 3e d'argent à trois fasces ondées d'azur et à une roue de moulin d'or brochant sur les fasces. |
| Blason de Frontenaud | Détails | Le premier est pour le coq bressan, le deuxième est aux armes de la Bresse et enfin le dernier représente les trois cours d'eau qui traversent la commune. Création Jean-François Binon, adoptée le 18 décembre 2020.                                                    |

Pas d'information pour les communes suivantes : Farges-lès-Chalon, Farges-lès-Mâcon, Flacey-en-Bresse, Flagy, Fleury-la-Montagne, Fley, Fontenay, Fragnes, Fragnes-La Loyère, Frontenard et Fuissé.
- Haut – A
- B
- C
- D
- E
- F
- G
- H
- I
- J
- K
- L
- M
- N
- O
- P
- Q
- R
- S
- T
- U
- V
- W
- X
- Y
- Z

## G
| Blason de Géanges | Blason  | De gueules à l'amphore d'or surmontée d'une jumelle du même placée en chef.                                                                       |
| Blason de Géanges | Détails | Blason historique : la commune ayant fusionné au 1er août 2003 avec Saint-Loup-de-la-Salle pour former la commune nouvelle de Saint-Loup-Géanges. |

| Blason de Givry | Blason  | D'azur à la gerbe d'or liée de gueules.          |
| Blason de Givry | Détails | Le statut officiel du blason reste à déterminer. |

| Blason de Granges | Blason  | D'azur à l'épi de blé d'or en chef dextre, au carreau de céramique cousu de gueules en chef senestre, ledit carreau agrémenté de vingt-quatre petits carreaux alternativement de sable et d'or, rangés en quatre arcs de cercles mouvant des angles, d'un petit carreau d'argent en cœur et de seize autres petits carreaux de sable ordonnés en carré, quatre dans chaque angle, d'un manteau de saint Martin de gueules coupé par une épée d'argent garnie d'or et posée en bande en pointe dextre et d'une branche de chêne feuillée de trois pièces de sinople et fruitée de deux pièces de gueules en pointe senestre; à la plaine recourbée vers le chef sur les flancs et partie au 1er d'argent à la voie ferrée de sable mouvant du flanc dextre et ployée comme le trait de la plaine, au 2e de sinople plain. |
| Blason de Granges | Détails | * Ces armes emploient le terme « cousu » dans le seul but de contrevenir à la règle de contrariété des couleurs : elles sont fautives : sable sur gueules et gueules et sinople sur azur. Le statut officiel du blason reste à déterminer. |

| Blason de Guerfand | Blason  | Tiercé en pairle renversé : au 1er d'azur à un chêne coupé d'or, au 2e d'or à un dragon de gueules, au 3e de sinople à un loup passant d'argent. |
| Blason de Guerfand | Détails | Création J.-F. Binon. Blason adopté le 28 novembre 2024.                                                                                         |

| Blason de Gueugnon | Blason  | Écartelé d'or à un arbre de sinople, et du même à une divise d'argent ; sur le tout d'azur au lion d'or. |
| Blason de Gueugnon | Détails | Le statut officiel du blason reste à déterminer.                                                         |

| Blason de Guiche (La) | Blason  | De sinople au sautoir d'or.                      |
| Blason de Guiche (La) | Détails | Le statut officiel du blason reste à déterminer. |

Pas d'information pour les communes suivantes : Génelard, La Genête, Genouilly, Gergy, Germagny, Germolles-sur-Grosne, Gibles, Gigny-sur-Saône, Gilly-sur-Loire, Gourdon, La Grande-Verrière, Grandvaux, Grevilly, Grury et Les Guerreaux.
- Haut – A
- B
- C
- D
- E
- F
- G
- H
- I
- J
- K
- L
- M
- N
- O
- P
- Q
- R
- S
- T
- U
- V
- W
- X
- Y
- Z

## H
| Blason de Hurigny | Blason  | Écartelé d’argent au cep de vigne pampré de sinople, fruité de deux grappes de gueules, soutenu de son échalas au naturel et terrassé de sable (Hurigny) ; et de gueules à trois annelets d’argent (Mâcon).                                                                    |
| Blason de Hurigny | Détails | Conflit héraldique : le dessin présente deux annelets. Blason non officiel proposé par Monsieur G. DE LEUSSE. À ce projet de blason sérieux, la commune préféra un pseudo-blason totalement irrespectueux de l'art héraldique, et qui n'a donc pas sa place dans cet armorial. |

Pas d'information pour les communes d'Hautefond, de L'Hôpital-le-Mercier et d'Huilly-sur-Seille.
Hurigny porte un pseudo-blason.
- Haut – A
- B
- C
- D
- E
- F
- G
- H
- I
- J
- K
- L
- M
- N
- O
- P
- Q
- R
- S
- T
- U
- V
- W
- X
- Y
- Z

## I
| Blason de Issy-l'Évêque | Blason  | D’azur semé de fleurs de lys d’or, au château de trois tours d’argent brochant sur le tout. |
| Blason de Issy-l'Évêque | Détails | Le site de la commune arbore un blason d'azur ne comportant que 7 fleurs de lys d'or disposées en orle. Les archives départementales annoncent un semé. Les deux versions sont plausibles, le blason du site communal pouvant être une erreur vis-à-vis du semé. Le statut officiel du blason reste à déterminer. |

Pas d'information pour les communes d'Igé, d'Igornay et d'Iguerande.
- Haut – A
- B
- C
- D
- E
- F
- G
- H
- I
- J
- K
- L
- M
- N
- O
- P
- Q
- R
- S
- T
- U
- V
- W
- X
- Y
- Z

## J
Aucune des communes du département dont le nom commence par un J : Jalogny, Jambles, Joncy, Joudes, Jouvençon, Jugy, Juif et Jully-lès-Buxy, ne possède de blason.

## L
| Blason de Lessard-le-National | Blason  | Ecartelé d'azur à trois fleurs de lys d'or, à la bordure componée d'argent et de gueules (de Touraine) ; et d'un bandé d'or et d'azur de six pièces à la bordure de gueules (de Bourgogne ancien); sur le tout d'or à treize chênes de sinople rangés en orle sur les flancs et en chef. —OU— De Bourgogne, à l'écusson d'or à treize chènes de sinople rangés en orle brochant en abîme. |
| Blason de Lessard-le-National | Détails | Le statut officiel du blason reste à déterminer. |

| Blason de Leynes | Blason  | De gueules à une crosse contournée d'or senestrée d'une épée du même. |
| Blason de Leynes | Détails | Le statut officiel du blason reste à déterminer.                      |

| Blason de Ligny-en-Brionnais | Blason  | Tiercé en pairle renversé: au 1er de sinople à la tête de boeuf d'argent, au 2e de gueules au château du lieu d'or, au 3e d'argent à trois fasces ondées d'azur. |
| Blason de Ligny-en-Brionnais | Détails | Le statut officiel du blason reste à déterminer. |

| Blason de Loisy | Blason  | De gueules à la fasce ondée abaissée d'argent, surmontée d'une tour d'or. |
| Blason de Loisy | Détails | Le statut officiel du blason reste à déterminer.                          |

| Blason de Longepierre | Blason  | Parti de gueules à la bande d'or, et d'azur à saint Étienne d'argent. |
| Blason de Longepierre | Détails | Le statut officiel du blason reste à déterminer.                      |

| Blason de Louhans | Blason  | De gueules à deux clefs d'argent passées en sautoir, accompagnées en chef d'une fleur de lys d'or.                                            |
| Blason de Louhans | Détails | Blason historique : le 1er janvier 1973, la commune de Louhans a fusionné avec Châteaurenaud pour former la commune de Louhans-Châteaurenaud. |

| Blason de Lucenay-l'Évêque | Blason  | De sinople à la barre ondée d'azur bordée d'argent, à une crosse d'or brochant sur le tout. |
| Blason de Lucenay-l'Évêque | Détails | Adopté le 2 février 2021.                                                                   |

| Blason de Lugny | Blason  | D'azur à trois quintefeuilles d'or accompagnées de sept billettes de même, trois rangées en chef, une en cœur et trois rangées en pointe. |
| Blason de Lugny | Détails | Reprise sans brisure des armes de la famille de LUGNY, éteinte au XVIe siècle. Le statut officiel du blason reste à déterminer.           |

| Blason de Lugny-lès-Charolles | Blason  | Écartelé d'un contre-écartelé d'azur à une fleur de lys d'or, et bandé d'or et d'azur ; et d'or à trois chevrons de sable. |
| Blason de Lugny-lès-Charolles | Détails | Le statut officiel du blason reste à déterminer.                                                                           |

Pas d'information pour les communes suivantes : Lacrost, Laives, Laizé, Laizy, Lalheue, Lans, Lays-sur-le-Doubs, Le Rousset-Marizy, Lesme, Lessard-en-Bresse, Lournand, La Loyère et Lux.
- Haut – A
- B
- C
- D
- E
- F
- G
- H
- I
- J
- K
- L
- M
- N
- O
- P
- Q
- R
- S
- T
- U
- V
- W
- X
- Y
- Z

## M
| Blason de Mâcon | Blason  | De gueules à trois annelets d'argent. |
| Blason de Mâcon | Détails | La ville s'auto-octroya le chef de France (chef d'azur à trois fleurs de lys d'or) dans les années 1960, mais cette distinction ne pouvant être attribuée à une ville que par le Roi de France, cet ajout n'est pas reconnu. Le statut officiel du blason reste à déterminer. |

| Blason de Malay | Blason  | De pourpre, à la barre d'or accostée de deux barbeaux d'argent adossés à la barre, celui en chef tête vers le chef, celui en pointe tête vers la pointe. |
| Blason de Malay | Détails | Armoiries adoptées le 25 mars 1983 |

| Blason de Marcigny | Blason  | De gueules à une clef d'argent contournée en pal. |
| Blason de Marcigny | Détails | Le statut officiel du blason reste à déterminer.  |

| Blason de Marcilly-lès-Buxy | Blason  | Parti : au 1er d'or à une croix ancrée de gueules, au 2d de sinople à une tête de bœuf coupée d'argent ; le tout sommé d'un chef bandé d'or et d'azur et à la bordure de gueules. |
| Blason de Marcilly-lès-Buxy | Détails | Adopté le 22 juillet 2022. |

| Blason de Marly-sous-Issy | Blason  | Parti : au 1er d'azur à une comète d'or posée en bande, au 2d d'or à une palme de sinople ; le tout enfermé dans une bordure réduite et componée de seize pièces d'argent et de gueules. |
| Blason de Marly-sous-Issy | Détails | Le statut officiel du blason reste à déterminer. |

| Blason de Marmagne | Blason  | De gueules à une fontaine héraldique cerclée d'argent ; chapé-ployé du même chargé de deux haches affrontées de sable, celle de dextre posée en barre et celle de senestre en bande. |
| Blason de Marmagne | Détails | La fontaine honore la fontaine du village, offerte par M.SCHNEIDER, maître des forges du Creusot. Les haches d'armes rappellent l'origine germanique du nom de la commune, dont quelques habitants (les Marcomans) étaient installés à Marmagne dès le IIIe siècle. Ces groupes de "lètes" auraient laissé leur empreinte en baptisant la commune Marcomania qui, vers le Xe siècle allait se transformer en Marmanica, Marmaigne au XIVe siècle, et enfin Marmagne. Le statut officiel du blason reste à déterminer. |

| Blason de Martailly-lès-Brancion | Blason  | Tiercé en pairle renversé : au 1er de gueules à la tour ruinée d'argent, ouverte du champ et maçonnée de sable, au 2d d'or à une grappe de raisin feuillée de deux pièces au naturel, au 3e d'azur à la fasce ondée d'argent, à deux clefs de sable passées en sautoir brochant sur la fasce. |
| Blason de Martailly-lès-Brancion | Détails | Armoiries conçues par M. Jean-François BINON,Date d'instalation du blason en façade Mairie 2022 |

| Blason de Matour | Blason  | D'azur à trois fasces d'argent. |
| Blason de Matour | Détails | Ce sont les armoiries de la famille des FOUDRAS, seigneurs de Château-Thiers et de Matour dès le XVe siècle. Les terres de Château-Thiers, Matour et dépendances furent érigées en comté en 1680 sous le nom de Château-Thiers. Le statut officiel du blason reste à déterminer. |

| Blason de Mellecey | Blason  | De gueules à deux clefs d'or passées en sautoir ; chapé d'argent à deux fleurs de lys d'azur. |
| Blason de Mellecey | Détails | Le champ de gueules à deux clefs d'or représente les armes de l'Abbesse de RIMERONT qui, avant 1244, possédait Marlou et resta jusqu'à la révolution la patronne de l'église de Mellecey. Les deux clefs sont aussi le symbole de Saint-Pierre, patron de la paroisse et de la commune. Les deux triangles d'argent forment la chape de Saint-Martin. Les chanoines de Saint-Martin de Tours possédaient une partie du territoire communal. Enfin, les fleurs de lys rappellent le château de Germolles, propriété ducale au Moyen Âge où fut reçu en 1389 le roi Charles VI. Le statut officiel du blason reste à déterminer. |

| Blason de Mercurey | Blason  | De gueules au caducée d’argent, chaussé d’or chargé de deux grappes de raisin au naturel.                              |
| Blason de Mercurey | Détails | Armes parlantes (Le caducée est l'emblème de Mercure). . Armoiries conçues par M. BARUTEAU, année d'adoption inconnue. |

| Blason de Le Miroir | Blason  | Parti au 1 de sinople au coq contourné d'argent ; au 2 d'or au lion d'hermine ; à la terrasse d'azur à deux poissons dessinés vus de face au trait d'argent, nageant côte à côte, la tête affrontée et relevée vers le chef. Devise / CriTout seul on va plus vite - Ensemble on va plus loin.                                                       |
| Blason de Le Miroir | Détails | Crée par le conseil municipal des jeunes. On y trouve le coq sur fond vert pour rappeler la vocation avicole du Miroir, les épis de blé pour confirmer la ruralité de la commune, le lion de la Bourgogne louhannaise et les deux poissons sur fond bleu pour symboliser les rivières poissonneuses qui traversent le village. Armoiries officielles |

| Blason de Mervans | Blason  | De gueules à l'aigle d'or armée et membrée d'azur |
| Blason de Mervans | Détails | La commune reprend les armes de la famille de VIENNE, avec son autorisation cependant. Elle somme ses armes d'une couronne murale, afin de la distinguer des armes familiales sommes quant à elles d'une couronne comtale. Le statut officiel du blason reste à déterminer. |

| Blason de Mont-lès-Seurre | Blason  | Coupé voûté: au 1 de sinople à l'aigle en chef accompagnée sous les ailes d'une étoile à dextre et d'un casque romain à senestre, tous d'or, au 2 d'argent à unsaint Martin à cheval partageant son manteau au naturel surmontant une trangle ondée d'azur. |
| Blason de Mont-lès-Seurre | Détails | Créé par JF Binon. Site Internet de la commune, 2025. |

| Blason de Montbellet | Blason  | De gueules à trois tours d'or                    |
| Blason de Montbellet | Détails | Le statut officiel du blason reste à déterminer. |

| Blason de Montceau-les-Mines | Blason  | Écartelé : au 1er de gueules à une lampe de mineur à l'ancienne d’argent, au 2d d'argent à une masse de sable et une hache du même passées en sautoir, au 3e d’argent à un marteau de sable et un pic du même passés en sautoir, au 4e de gueules à une lampe de mineur de sûreté d’argent ; au caducée de Mercure d’or brochant en pal sur la partition ; le tout sommé d’un chef d’azur de trois étoiles d’argent. |
| Blason de Montceau-les-Mines | Détails | Conflit héraldique : le dessin présentent les deux lampes allumées d'or. Armes parlantes. (outils de mineur) Armoiries conçues par Mme Marie-Jeanne LEDUC, adoptées le 4 novembre 2015. |

| Blason de Montcenis | Blason  | Écartelé d’azur à trois têtes de vieillard d’argent, et de sable à trois urnes d’or ; sur le tout d’azur à la Sainte Vierge d’or sur un mont d’argent ; au chef cousu de gueules chargé de trois fleurs de lys aussi d’or. Devise / Cri« per ardua virtus » |
| Blason de Montcenis | Détails | * Ces armes emploient le terme « cousu » dans le seul but de contrevenir à la règle de contrariété des couleurs : elles sont fautives : gueules sur azur. Le statut officiel du blason reste à déterminer.                                                  |

| Blason de Montchanin | Blason  | De sinople à la barre d’argent chargée d’un TGV d’orangé, de sable et d’argent mouvant de la pointe, accompagnée en chef d’un chevalet de mine aussi de sable mouvant de la barre et brochant sur une usine de même et en pointe d’une roue dentée également de sable enclenchée à un pignon du même, le tout en barre soutenu de trois anneaux olympiques accolés d’azur, de gueules et d’or, 2 et 1 à la bordure componée de 22 pièces d’argent et de gueules. |
| Blason de Montchanin | Détails | Le statut officiel du blason reste à déterminer. |

| Blason de Montmort | Blason  | D'azur à deux bandes ondées abaissées d'argent, accompagnées en chef à senestre d'une croix ancrée d'or ; au franc-quartier d'or chargé d'un crosseron de gueules. |
| Blason de Montmort | Détails | Le statut officiel du blason reste à déterminer. |

| Blason de Montpont-en-Bresse | Blason  | D'azur au chevron d'or accompagné de 3 losanges du même. |
| Blason de Montpont-en-Bresse | Détails | Le statut officiel du blason reste à déterminer.         |

| Blason de Montret | Blason  | D'azur au chevron accompagné de deux coquilles en chef et d'une rose en pointe, le tout d'or. |
| Blason de Montret | Détails | Le statut officiel du blason reste à déterminer.                                              |

| Blason de Moroges | Blason  | D'azur à trois bandes d'or, à la bordure de gueules.                             |
| Blason de Moroges | Détails | Armes de la famille de Moroges. Le statut officiel du blason reste à déterminer. |

Pas d'information pour les communes suivantes : Mailly, Maltat, Mancey, Marcilly-la-Gueurce, Marigny, Marizy, Marly-sur-Arroux, Marnay, Martigny-le-Comte, Mary, Massilly, Massy, Mazille, Melay, Ménetreuil, Messey-sur-Grosne, Mesvres, Milly-Lamartine, Mont, Mont-lès-Seurre, Mont-Saint-Vincent, Montagny-lès-Buxy, Montagny-près-Louhans, Montagny-sur-Grosne, Montceaux-l'Étoile, Montceaux-Ragny, Montcony, Montcoy, Monthelon, Montjay et Montmelard.
- Haut – A
- B
- C
- D
- E
- F
- G
- H
- I
- J
- K
- L
- M
- N
- O
- P
- Q
- R
- S
- T
- U
- V
- W
- X
- Y
- Z

## N
Aucune des communes du département dont le nom commence par un N : Nanton, Navilly, Neuvy-Grandchamp et Nochize, ne dispose d'un blason.

## O
| Blason de Ormes | Blason  | Écartelé : au 1er d'azur à une clé gallo-romaine d'or contournée et renversée, au 2d de gueules à une feuille d'orme d'argent, au 3e de gueules à trois oiseaux essorants d'argent, ceux du chef affrontés ; au 4e d'azur à une fritillaire pintade tigée et feuillée d'or, la fleur courbée et penchée vers la dextre, mouvant d'ondes alésées d'argent. |
| Blason de Ormes | Détails | La fritillaire pintade du 4e est une espèce de plante rare de la région, caractéristique des prairies innondables de la vallée de la Saône. Armes parlantes. (feuille d'orme) Le statut officiel du blason reste à déterminer. |

| Blason de Ouroux-sur-Saône | Blason  | D'or à la roue d'Ouroux de sable sur une rivière d'azur.                 |
| Blason de Ouroux-sur-Saône | Détails | Armes parlantes. (roue) Le statut officiel du blason reste à déterminer. |

Pas d'information pour les communes suivantes : Oslon, Oudry, Ouroux-sous-le-Bois-Sainte-Marie, Oyé, Ozenay, Ozolles.
- Haut – A
- B
- C
- D
- E
- F
- G
- H
- I
- J
- K
- L
- M
- N
- O
- P
- Q
- R
- S
- T
- U
- V
- W
- X
- Y
- Z

## P
| Blason de Palinges | Blason  | Tranché d'un échiqueté en bande de gueules et d'argent, et d'argent plain ; à la bande de sable chargée de trois coquilles d'or versées en barre, brochant la partition. |
| Blason de Palinges | Détails | Le statut officiel du blason reste à déterminer. |

| Blason de Paray-le-Monial | Blason  | D'or à un paon rouant d'azur, son aigrette de sable et le regard allumé du même, becqué et membré de gueules. |
| Blason de Paray-le-Monial | Détails | Le statut officiel du blason reste à déterminer.                                                              |

| Blason de Paris-l'Hôpital | Blason  | De gueules à la croix de Malte d’argent, sur le tout du champ chargé d’une nef équipée et habillée d’argent voguant sur des ondes du même mouvant de la pointe, à la bordure cousue d’azur.                 |
| Blason de Paris-l'Hôpital | Détails | Armes parlantes. (l'écusson porte une partie du blason de Paris ; la croix de Malte, symbole de l'ordre hospitalier de Malte, fait allusion à "l'Hôpital") Le statut officiel du blason reste à déterminer. |

| Blason de Passy | Blason  | D'or à trois peupliers terrassés de sinople, au chef d'azur chargé de 3 étoiles d'argent. |
| Blason de Passy | Détails | Le statut officiel du blason reste à déterminer.                                          |

| Blason de Pierre-de-Bresse | Blason  | De gueules à trois clefs contournées d'or. |
| Blason de Pierre-de-Bresse | Détails | Armoiries adoptées.                        |

| Blason de Planois (Le) | Blason  | D'argent à un hêtre de sinople, sur une terrasse du même chargée de l'inscription « 1793 » d'or, ledit hêtre accosté de deux lions affrontés de sable ; au chef parti, au 1er d'azur semé de fleurs de lys d'or et à la bordure componée d'argent et de gueules et au 2d d'azur semé de billettes d'or, à un lion issant couronné d'or, armé et lampassé de gueules. |
| Blason de Planois (Le) | Détails | Adopté en 2023. Auteur(s)Daniel Juric |

| Blason de Plottes | Blason  | D'azur à un château d'argent soutenu d'une grappe de raisin tigée et feuillée de sinople* ; au chef cousu de gueules chargé de chaînes d'or posées en croix, sautoir et orle et chargées en cœur d'une émeraude au naturel (de Navarre). |
| Blason de Plottes | Détails | * Il y a là non-respect de la règle de contrariété des couleurs : ces armes sont fautives (Le chef cousu de gueules est acceptable (chef de Navarre), mais pas la grappe de sinople sur champ d'azur).                                   |

| Blason de Pontoux | Blason  | Tiercé en pairle renversé : au 1er de sinople à un héron d'argent, au 2e d'or à saint Laurent de carnation, nimbé d'argent, vêtu de gueules, tenant dans sa dextre un gril de sable et dans sa senestre une palme de sinople, au 3e d'azur à la trangle ondée et abaissée d'argent, surmontée d'un pont isolé de trois arches du même maçonné de sable. |
| Blason de Pontoux | Détails | Armes parlantes. (pont) Le statut officiel du blason reste à déterminer. |

| Blason de Prissé | Blason  | De gueules à la bande ondée d’or remplie d’azur, accompagnée d’un encrier et d’une plume en barre en chef, et d’une grappe de raisin feuillée d’une pièce en pointe, le tout du second. |
| Blason de Prissé | Détails | Le statut officiel du blason reste à déterminer. |

| Blason de Préty | Blason  | Coupé de gueules au lion d'or herminé d'argent, et d'un mi-parti de gueules à quatre bouteilles d'argent posées en losange, mi-parti de gueules à l'arbre au naturel terrassé de sinople* ; à la divise ondée d'azur brochant sur le coupé. |
| Blason de Préty | Détails | * Il y a là non-respect de la règle de contrariété des couleurs : ces armes sont fautives (sinople sur gueules et argent sur or). |

| Blason de Le Puley | Blason  | D'argent à la croix pattée de gueules.           |
| Blason de Le Puley | Détails | Le statut officiel du blason reste à déterminer. |

Pas d'information pour les communes suivantes : Palleau, Péronne, Perrecy-les-Forges, Perreuil, Perrigny-sur-Loire, La Petite-Verrière, Pierreclos, Poisson, Pouilloux, Pourlans, Pressy-sous-Dondin, Prizy, Pruzilly.
- Haut – A
- B
- C
- D
- E
- F
- G
- H
- I
- J
- K
- L
- M
- N
- O
- P
- Q
- R
- S
- T
- U
- V
- W
- X
- Y
- Z

## R
| Blason de Ratenelle | Blason  | D'azur à trois râteaux de tenné posés en pal, les manches mouvant de la pointe, la traverse de celui de dextre posée en barre, celles des deux autres en bande ; à un croissant tourné d'or passant sous les râteaux des flancs et brochant sur celui de la pointe. |
| Blason de Ratenelle | Détails | Armes parlantes. Le statut officiel du blason reste à déterminer. |

| Blason de Romenay | Blason  | D'azur à la bande d’or.                          |
| Blason de Romenay | Détails | Le statut officiel du blason reste à déterminer. |

| Blason de Rosey | Blason  | De sinople à une clé d'argent posée en bande, accompagnée en chef d'une grappe de raisin tigée et feuillée d'or et en pointe d'un roseau à massette du même ; au chef bandé d'or et d'azur et à la bordure de gueules. |
| Blason de Rosey | Détails | Le statut officiel du blason reste à déterminer. |

| Blason de Rully | Blason  | Coupé de gueules à trois besants d’argent, et d'un parti du même à la fasce de gueules frettée d’or accompagnée de trois molettes de cinq rais de sable, et d’azur au chevron d’or accompagné de trois étoiles d’argent. |
| Blason de Rully | Détails | Le statut officiel du blason reste à déterminer. |

Pas d'information pour les communes suivantes : La Racineuse, Rancy, Ratte, Reclesne,Rigny-sur-Arroux, La Roche-Vineuse, Romanèche-Thorins, Roussillon-en-Morvan et Royer.
Remigny (Saône-et-Loire) porte un pseudo-blason.
- Haut – A
- B
- C
- D
- E
- F
- G
- H
- I
- J
- K
- L
- M
- N
- O
- P
- Q
- R
- S
- T
- U
- V
- W
- X
- Y
- Z

## S
| Blason de Sailly | Blason  | Écartelé de sable et de gueules; à une fontaine monumentale d'or jaillissant d'argent brochant en coeur. |
| Blason de Sailly | Détails | Le statut officiel du blason reste à déterminer.                                                         |

| Blason de Saint-Aubin-en-Charollais | Blason  | Coupé: au 1er d'azur à la mairie du lieu d'or, au 2e de sinople au boeuf contourné d'or. |
| Blason de Saint-Aubin-en-Charollais | Détails | Le statut officiel du blason reste à déterminer.                                         |

| Blason de Saint-Bérain-sur-Dheune | Blason  | De gueules à la bande d’or chargée d’une péniche de sable, accompagnée en chef d’un four de verrier du second maçonné du troisième et ouvert du champ, et en pointe d’un boisement de mine du second ouvert du troisième. |
| Blason de Saint-Bérain-sur-Dheune | Détails | Le statut officiel du blason reste à déterminer. |

| Blason de Saint-Denis-de-Vaux | Blason  | Parti d'azur semé de fleurs de lys d'or chargé en chef d'un lambel à l'antique de gueules, et d'un bandé d'or et d'azur et à la bordure de gueules (de Bourgogne ancien). |
| Blason de Saint-Denis-de-Vaux | Détails | Le statut officiel du blason reste à déterminer. |

| Blason de Saint-Désert | Blason  | Parti de gueules à la tour d’or, et d’azur à un sceptre fleurdelysé cousu de gueules*, accosté de quatre fleurs de lys d’or ; le tout sommé d’un comble du même chargé d’un pampre de vigne au naturel fruité de trois pièces posé en fasce. |
| Blason de Saint-Désert | Détails | Le comble d'or symbolise la vocation viticole du village ; le côté senestre illustre les armes de Saint-Désert ; ses biens venaient de donation royale sur les terres de la côte chalonnaise avant 1200. La tour crénelée rappelle le privilège accordé en 1463 à Saint-Désert par Thibaut de Neufchatel, maréchal de Bourgogne permettant de fortifier l'église afin de résister aux écorcheurs. A senestre les armes du chapitre de Saint-Vincent de Chalon qui possédait les terres de Saint-Désert. * Ces armes emploient le terme « cousu » dans le seul but de contrevenir à la règle de contrariété des couleurs : elles sont fautives : gueules sur azur. |

| Blason de Saint-Firmin | Blason  | D'or à une enclume de sable senestrée de la pierre levée du lieu au naturel ; au chef bandé du champ et d'azur et à la bordure de gueules (Chef de Bourgogne ancien). |
| Blason de Saint-Firmin | Détails | Le statut officiel du blason reste à déterminer. |

| Blason de Saint-Gengoux-le-National | Blason  | De gueules à la bande d'or chargée de trois alérions de sable et accompagnée de deux cors de chasse du second.                                                                                      |
| Blason de Saint-Gengoux-le-National | Détails | La salle d'honneur de la mairie du lieu dispose d'un plafond peint des armoiries de multiples communes du département, servant ainsi de référence. Le statut officiel du blason reste à déterminer. |

| Blason de Saint-Germain-du-Bois | Blason  | Écartelé : au 1er d'azur à un coq d'or, aux 2d et 3e d'azur à trois bandes d'or, au 4e d'azur à un épi de maïs d'or. |
| Blason de Saint-Germain-du-Bois | Détails | Les armes aux 2d et 3e quartiers sont celles de la famille de SCORAILLES, qui tint la majorité des terres du lieu. Le papier à en-tête de la mairie emploie le bleu céleste en fond aux quartiers d'honneur, mais ceci n'est pas officiellement reconnu. Conflit héraldique : le coq est dessiné crêté, barbé et armé de gueules. Le statut officiel du blason reste à déterminer. |

| Blason de Saint-Gilles | Blason  | D'argent à la biche bondissant en bande au naturel. |
| Blason de Saint-Gilles | Détails | Le statut officiel du blason reste à déterminer.    |

| Blason de Saint-Huruge | Blason  | D'azur au château à trois tours crénelées d'argent, celle de dextre donjonnée ; au chef cousu de gueules chargé de trois coquilles d'escargot d'or.       |
| Blason de Saint-Huruge | Détails | * Ces armes emploient le terme « cousu » dans le seul but de contrevenir à la règle de contrariété des couleurs : elles sont fautives : gueules sur azur. |

| Blason de Saint-Jean-de-Vaux | Blason  | De sinople à l’agneau pascal d’argent couché sur un livre du même, tenant une banderole d’or chargée d’une croisette de gueules ; le tout chaussé du troisième. |
| Blason de Saint-Jean-de-Vaux | Détails | Le statut officiel du blason reste à déterminer. |

| Blason de Saint-Léger-lès-Paray | Blason  | De gueules à une jumelle ondée d’argent, une crosse d’or brochant en pal sur le tout. |
| Blason de Saint-Léger-lès-Paray | Détails | Le statut officiel du blason reste à déterminer.                                      |

| Blason de Saint-Léger-sur-Dheune | Blason  | D’argent à la fasce de gueules frettée d’or, accompagnée de trois molettes d’éperon de cinq rais de sable. |
| Blason de Saint-Léger-sur-Dheune | Détails | Le statut officiel du blason reste à déterminer.                                                           |

| Blason de Saint-Loup-de-la-Salle | Blason  | Bandé d'or et d'azur à la bordure de gueules. Au franc-quartier d'argent chargé d'un chêne de sinople posé sur une rivière tri-ondée d'azur à l'étoile à 7 rais d'or* posée à l'angle dextre du chef.                                                                             |
| Blason de Saint-Loup-de-la-Salle | Détails | * Il y a là non-respect de la règle de contrariété des couleurs : ces armes sont fautives (or sur argent). Armoiries adoptées le 18 avril 1991. Blason historique : la commune a fusionné avec Géanges le 1er janvier 2003 pour former la commune nouvelle de Saint-Loup-Géanges. |

| Blason de Saint-Loup-de-Varennes | Blason  | Parti: au 1er de gueules plain, au 2nd d'or au pal d'azur ; le tout sommé d'un chef d'argent chargé de trois coquilles de gueules. |
| Blason de Saint-Loup-de-Varennes | Détails | Le statut officiel du blason reste à déterminer.                                                                                   |

| Blason de Saint-Loup-Géanges | Blason  | Écartelé : au 1er d'azur à la mitre adextrée en chef d'une fleur de lys et senestrée d'une crosse, le tout d'or, à la bordure componée d'argent et de gueules, au 2e bandé d'or et d’azur, à la bordure de gueules, au 3e de gueules au chêne d'or, au 4e d'azur à l'amphore d'or. |
| Blason de Saint-Loup-Géanges | Détails | La mitre et la crosse sont pour l'abbaye de Maizières. La fleur de lys et la bordure évoque les armes de Bourgogne moderne. Le deuxième est pour la Bourgogne ancienne. Les troisième et quatrième évoquent respectivement les armes des anciennes communes de Saint-Loup-de-la-Salle et de Géanges, qui ont fusionné pour former la commune nouvelle de Saint-Loup-Géanges en 2003. Création de Jean-Frédéric Garnier (maire), Brigitte Prudhon, Anne-Marie Caillot et Patrice Haberthur, adoptée le 23 mai 2020. |

| Blason de Saint-Marcel | Blason  | De gueules à deux clés d'or passées en sautoir, les pannetons affrontés, à l'épée d'argent brochante. |
| Blason de Saint-Marcel | Détails | Le statut officiel du blason reste à déterminer.                                                      |

| Blason de Saint-Mard-de-Vaux | Blason  | Coupé de gueules à une feuille de chêne d'argent senestrée d'une grappe de raisin feuillée du même, et de sable à un loup arrêté hurlant d'argent. |
| Blason de Saint-Mard-de-Vaux | Détails | Le statut officiel du blason reste à déterminer.                                                                                                   |

| Blason de Saint-Martin-du-Mont | Blason  | D'azur à deux bandes ondées abaissées d'argent, accompagnée en chef à senestre d'un lion d'hermine ; au franc-quartier de gueules chargé d'une tête de cheval coupée d'or. |
| Blason de Saint-Martin-du-Mont | Détails | Le statut officiel du blason reste à déterminer. |

| Blason de Saint-Martin-en-Bresse | Blason  | D’or à un arbre au naturel terrassé de sinople ; mantelé d’azur chargé d’une épée d’argent posée en fasce, la pointe vers senestre. |
| Blason de Saint-Martin-en-Bresse | Détails | Le statut officiel du blason reste à déterminer.                                                                                    |

| Blason de Saint-Martin-sous-Montaigu | Blason  | D'azur à une épée basse d'or et une crosse du même passées en sautoir ; au chef bandé d'or et d'azur et à la bordure de gueules (de Bourgogne ancien) ; au franc-canton d'argent brochant sur le tout. |
| Blason de Saint-Martin-sous-Montaigu | Détails | Le statut officiel du blason reste à déterminer. |

| Blason de Saint-Maurice-de-Satonnay | Blason  | Écartelé : au 1er d'azur au dôme du château du lieu d'argent ; au 2d de sinople à une grappe de raisin stylisée d'argent feuillée du même ; au 3e de sinople à une grenouille d'argent ; au 4e d'azur au château de Colette d'argent ajouré et ouvert de sinople. |
| Blason de Saint-Maurice-de-Satonnay | Détails | Le statut officiel du blason reste à déterminer. |

| Blason de Saint-Maurice-en-Rivière | Blason  | Parti : au 1er coupé au I d'or au chevron de sable, au II de sinople à une tête et col de cheval coupée d'argent, au 2d d'azur à un lion d'hermine. |
| Blason de Saint-Maurice-en-Rivière | Détails | Le statut officiel du blason reste à déterminer. |

| Blason de Saint-Maurice-lès-Couches | Blason  | D'azur à un casque romain d'or crêté de gueules ; au chef bandé d'or et d'azur et à la bordure de gueules. |
| Blason de Saint-Maurice-lès-Couches | Détails | Le statut officiel du blason reste à déterminer.                                                           |

| Blason de Saint-Pierre-de-Varennes | Blason  | Parti d'un bandé d'or et d'azur à la bordure de gueules (de Bourgogne ancien), et d'azur à la clef d'or à la bordure cousue de gueules*.                                                                                       |
| Blason de Saint-Pierre-de-Varennes | Détails | Armoiries conçues par M. Victor Boxberger, date d'adoption inconnue. * Ces armes emploient le terme « cousu » dans le seul but de contrevenir à la règle de contrariété des couleurs : elles sont fautives : gueules sur azur. |

| Blason de Saint-Racho | Blason  | Tiercé en pairle renversé : au 1er de gueules à la chapelle du lieu au naturel, au 2e d'or à trois sapins coupés de sinople, au 3e d'azur à un crosseron d'or accompagné en pointe d'une burelle ondée d'argent. |
| Blason de Saint-Racho | Détails | Création Jean-François Binon, adoptée en juin 2021. |

| Blason de Saint-Rémy | Blason  | Tiercé en pairle : au 1er d'or à une roue de sable, au 2d d'azur à la tour d'argent maçonnée de sable et ouverte du champ, au 3e de sinople à une colonne antique d'or mouvant de la pointe. |
| Blason de Saint-Rémy | Détails | Armoiries adoptées le 26 février 1982 , concepteur inconnu. |

| Blason de Saint-Sernin-du-Bois | Blason  | D’azur à la tour du lieu d’or, ouverte et ajourée de sable, au chef d’argent chargé d’une croisette tréflée de gueules. |
| Blason de Saint-Sernin-du-Bois | Détails | La tour du lieu a servi de refuge pour les soldats français pendant la guerre de Cent Ans. La croix rappelle le prieuré local. Armoiries conçues par M. Victor BOXBERGER, sur les notes de l'historien M. DESSERTENNE ; et adoptées le 18 juin 1990. |

| Blason de Saint-Sernin-du-Plain | Blason  | Écartelé : au 1er d'azur à la tête de crosse d'or mouvant de la pointe, à la bordure componée d'argent et de gueules ; au 2d bandé d'or et d'azur à la bordure de gueules (de Bourgogne ancien), au 3e d'azur à une falaise d'argent mouvant du flanc senestre posée sur un vignoble d'or chargé de l'inscription de sable « Mt ROME », à la bordure de gueules ; au 4e d'azur à une gerbe d'or, à la bordure componée d'argent et de gueules. |
| Blason de Saint-Sernin-du-Plain | Détails | Le statut officiel du blason reste à déterminer. |

| Blason de Saint-Symphorien-d'Ancelles | Blason  | Tiercé en pairle renversé : au 1er de sinople à une abeille d'or, au 2e d'or à un crosseron de gueules, au 3e d'azur à trois fasces ondées d'argent, à une ancre de sable brochant sur laquelle broche la couronne du Saint-Empire romain d'or. |
| Blason de Saint-Symphorien-d'Ancelles | Détails | Adopté le 25 octobre 2021. |

| Blason de Saint-Usuge | Blason  | Coupé par une trangle ondée d'azur de deux pièces, l'une voûtée à dextre, l'autre ployée à senestre: au 1er parti au I d'azur à une tête de chien d'or languée de gueules, au II d'or à un clocher franc-comtois d'argent, ouvert et essoré d'azur et mouvant de la pointe, le tout enfermé dans une filière de gueules, à un filet de même brochant sur la ligne de parti; au 2e parti au I bandé d'or et d'azur, au II d'azur à trois fleurs de lys d'or, le tout enfermé dans une filière partie de gueules et componée de gueules et d'argent, à un filet de gueules brochant sur la ligne du parti. |
| Blason de Saint-Usuge | Détails | Le statut officiel du blason reste à déterminer. |

| Blason de Saint-Vallier | Blason  | De gueules à une lanterne de mine d’or, à la bordure d’argent chargée de huit abeilles du second.                                                           |
| Blason de Saint-Vallier | Détails | * Il y a là non-respect de la règle de contrariété des couleurs : ces armes sont fautives (or sur argent). Le statut officiel du blason reste à déterminer. |
| Blason de Saint-Vallier | Alias   | De gueules à une lampe de mineur d'or; à la bordure d'or chargée de huit abeilles de gueules. Blason de 1976 non fautif.                                    |

| Blason de Saint-Vérand | Blason  | Taillé de sinople à la fontaine du lieu [fontaine du lavoir] d'or, et de gueules à la grappe de raisin du second. |
| Blason de Saint-Vérand | Détails | Le statut officiel du blason reste à déterminer.                                                                  |

| Blason de Saint-Vincent-en-Bresse | Blason  | Tiercé en pairle renversé : au 1er d’or à un coq contourné au naturel, au 2d d’or à un arbre arraché de sinople, au 3e de sinople à un lac cousu d’azur* ; au pairle renversé en filet de gueules brochant sur la partition.    |
| Blason de Saint-Vincent-en-Bresse | Détails | Conflit héraldique : le coq est dessiné crêté et barbé de gueules. * Ces armes emploient le terme « cousu » dans le seul but de contrevenir à la règle de contrariété des couleurs : elles sont fautives : azur sur du sinople. |

| Blason de Saint-Ythaire | Blason  | D'azur à la barre d'or accompagnée de deux coquilles d'argent. |
| Blason de Saint-Ythaire | Détails | Le statut officiel du blason reste à déterminer.               |

| Blason de Sainte-Croix | Blason  | De sable à trois tours d'argent ouvertes et ajourées du champ. |
| Blason de Sainte-Croix | Détails | Le statut officiel du blason reste à déterminer.               |

| Blason de Sainte-Radegonde | Blason  | De sinople à deux épis de blé tigés et feuillés d'or passés en sautoir, et surmontés de la Couronne Royale d'argent ; à la bordure componée du même et de gueules. |
| Blason de Sainte-Radegonde | Détails | Le statut officiel du blason reste à déterminer. |

| Blason de Salle (La) | Blason  | Écartelé de gueules à trois fasces ondées d'argent, et d'or à trois barres d'azur, celle du milieu chargée de six jumelles en filet d'or, posées en bande ; sur le tout, de sable à la tour carrée du lieu [tour de La Salle] d'or. |
| Blason de Salle (La) | Détails | Le statut officiel du blason reste à déterminer. |

| Blason de Sampigny-lès-Maranges | Blason  | D'azur à la croisette ancrée d'or, à l'écusson d'or chargé d'une grappe de raisin de gueules, bordé d'argent et brochant en coeur sur la croisette; chapé ployé d'argent chargé de deux pampres de vigne de gueules. |
| Blason de Sampigny-lès-Maranges | Détails | Le statut officiel du blason reste à déterminer. |

| Blason de Sancé | Blason  | D'or à la bande d'azur chargée de trois coquilles du champ. |
| Blason de Sancé | Détails | Le statut officiel du blason reste à déterminer.            |

| Blason de Sanvignes-les-Mines | Blason  | D'azur à douze étoiles d'or posées en cercle et enfermant une lampe de mineur brochant sur deux pics passés en sautoir et accostée de deux épis de blés posés en chevron renversé, le tout du même; à la bordure componée de gueules et d'argent. |
| Blason de Sanvignes-les-Mines | Détails | Armes parlantes. (outils de mineur) Le statut officiel du blason reste à déterminer. |

| Blason de Savigny-en-Revermont | Blason  | De gueules à la croix florencée d’argent, au chef cousu d’azur chargé d’une aigle d’or. |
| Blason de Savigny-en-Revermont | Détails | * Ces armes emploient le terme « cousu » dans le seul but de contrevenir à la règle de contrariété des couleurs : elles sont fautives : azur sur gueules. Le statut officiel du blason reste à déterminer. |

| Blason de Savigny-sur-Grosne | Blason  | De gueules à la fasce ondée abaissée cousue de sinople* surmontée d’un château de trois tours d’argent ouvert et ajouré de sable.                            |
| Blason de Savigny-sur-Grosne | Détails | * Ces armes emploient le terme « cousu » dans le seul but de contrevenir à la règle de contrariété des couleurs : elles sont fautives : sinople sur gueules. |

| Blason de Savigny-sur-Seille | Blason  | D’azur à la fasce d’or chargée d’un lévrier de sable colleté de gueules. |
| Blason de Savigny-sur-Seille | Détails | Le statut officiel du blason reste à déterminer.                         |

| Blason de Semur-en-Brionnais | Blason  | D'argent à trois bandes de gueules.              |
| Blason de Semur-en-Brionnais | Détails | Le statut officiel du blason reste à déterminer. |

| Blason de Sennecey-le-Grand | Blason  | D'azur au lion couronné d'or.                    |
| Blason de Sennecey-le-Grand | Détails | Le statut officiel du blason reste à déterminer. |

| Blason de Serrières | Blason  | D'or au chevron d'azur accompagné de deux trèfles de sinople en chef, et d'une écrevisse de gueules posée en pal en pointe. |
| Blason de Serrières | Détails | Le statut officiel du blason reste à déterminer.                                                                            |

| Blason de Serley | Blason  | De gueules à un bâton alésé posé en bande brochant sur un bâton alésé posé en barre, les deux d'argent et surmontés d'une croisette du même, la traverse brochant sur le montant. |
| Blason de Serley | Détails | Adopté. Présent sur le site de la mairie. |

| Blason de Sigy-le-Châtel | Blason  | D'azur au château à trois tours d'argent, ouvert et ajouré de sable; au chef du second chargé de trois mouchetures d'hermine du troisième. |
| Blason de Sigy-le-Châtel | Détails | Le statut officiel du blason reste à déterminer.                                                                                           |

| Blason de Simard | Blason  | D'azur à 3 molettes d'or.                        |
| Blason de Simard | Détails | Le statut officiel du blason reste à déterminer. |

| Blason de Sologny | Blason  | Tranché: au 1er d'azur au soleil d'or, au 2e d'or à l'église du lieu d'argent, ajourée de sable et essorée de gueules; à la bande d'argent chargée de trois grappes de raisin, d'or en chef et en pointe, de gueules en cœur, toutes trois feuillées d'une pièce de sinople. |
| Blason de Sologny | Détails | * Il y a là non-respect de la règle de contrariété des couleurs : ces armes sont fautives (or sur argent). |

| Blason de Sornay | Blason  | D'or à la croix d'azur cantonnée aux 1er et 4e d'un château, au 2d d'un coq hardi, et au 3e d'une gerbe, le tout de gueules. |
| Blason de Sornay | Détails | Le statut officiel du blason reste à déterminer.                                                                             |

Pas d'information pour les communes suivantes : Sagy, Saillenard, Saint-Agnan, Saint-Albain, Saint-Ambreuil, Saint-Amour-Bellevue, Saint-André-en-Bresse, Saint-André-le-Désert, Saint-Aubin-sur-Loire, Saint-Berain-sous-Sanvignes, Saint-Boil, Saint-Bonnet-de-Cray, Saint-Bonnet-de-Joux, Saint-Bonnet-de-Vieille-Vigne, Saint-Bonnet-en-Bresse, Saint-Christophe-en-Bresse, Saint-Christophe-en-Brionnais, Saint-Clément-sur-Guye, Saint-Cyr, Saint-Didier-en-Bresse, Saint-Didier-en-Brionnais, Saint-Didier-sur-Arroux, Saint-Edmond, Saint-Émiland, Saint-Étienne-en-Bresse, Saint-Eugène, Saint-Eusèbe, Saint-Forgeot, Saint-Germain-du-Plain, Saint-Germain-en-Brionnais, Saint-Germain-lès-Buxy, Saint-Gervais-en-Vallière, Saint-Gervais-sur-Couches, Saint-Huruge, Saint-Igny-de-Roche, Saint-Jean-de-Trézy, Saint-Julien-de-Civry, Saint-Julien-de-Jonzy, Saint-Julien-sur-Dheune, Saint-Laurent-d'Andenay, Saint-Laurent-en-Brionnais, Saint-Léger-du-Bois, Saint-Léger-sous-Beuvray, Saint-Léger-sous-la-Bussière, Saint-Marcelin-de-Cray, Saint-Martin-Belle-Roche, Saint-Martin-d'Auxy, Saint-Martin-de-Commune, Saint-Martin-de-Lixy, Saint-Martin-de-Salencey, Saint-Martin-du-Lac, Saint-Martin-du-Tartre, Saint-Martin-en-Gâtinois, Saint-Martin-la-Patrouille, Saint-Maurice-des-Champs, Saint-Maurice-lès-Châteauneuf, Saint-Micaud, Saint-Nizier-sur-Arroux, Saint-Pierre-le-Vieux, Saint-Point, Saint-Privé, Saint-Prix, Saint-Romain-sous-Gourdon, Saint-Romain-sous-Versigny, Saint-Symphorien-de-Marmagne, Saint-Symphorien-des-Bois, Saint-Vallerin, Saint-Vincent-Bragny, Saint-Vincent-des-Prés, Saint-Yan, Sainte-Cécile, Sainte-Foy, Sainte-Hélène, Saisy, Salornay-sur-Guye, Santilly, Sarry, Sassangy, Sassenay, Saules, Saunières, Savianges, Senozan, Sens-sur-Seille, Sercy, Sermesse, Serrigny-en-Bresse, Sevrey, Simandre, Sivignon, Solutré-Pouilly, Sommant, Suin, Sully.
Saint-Gengoux-de-Scissé porte un pseudo-blason.
- Haut – A
- B
- C
- D
- E
- F
- G
- H
- I
- J
- K
- L
- M
- N
- O
- P
- Q
- R
- S
- T
- U
- V
- W
- X
- Y
- Z

## T
| Blason de Tagnière (La) | Blason  | Écartelé : au 1er de gueules à trois bandes d'argent, au 2d d'azur à la tour d'argent, au 3e de sinople à un rocher d'argent sommé d'une pierre d'azur, au 4e de sable à la bande d'azur* chargée de deux mouchetures d'hermine de sable*, accompagnée de deux fleurs de lis d'or. |
| Blason de Tagnière (La) | Détails | * Il y a là non-respect de la règle de contrariété des couleurs : ces armes sont fautives (azur sur sable). |

| Blason de Taizé | Blason  | De sable à deux chevrons de gueules* et trois marguerites au naturel chargeant les chevrons.                   |
| Blason de Taizé | Détails | * Il y a là non-respect de la règle de contrariété des couleurs : ces armes sont fautives (gueules sur sable). |

| Blason de Tancon | Blason  | De gueules à la croix ancrée d'or.               |
| Blason de Tancon | Détails | Le statut officiel du blason reste à déterminer. |

| Blason de Tartre (Le) | Blason  | D'azur à deux barbeaux adossés et accompagnés de quatre croisettes posées en croix, le tout d'argent. |
| Blason de Tartre (Le) | Détails | Le statut officiel du blason reste à déterminer.                                                      |

| Blason de Toulon-sur-Arroux | Blason  | De gueules à trois quintefeuilles d'or           |
| Blason de Toulon-sur-Arroux | Détails | Le statut officiel du blason reste à déterminer. |

| Blason de Tournus | Blason  | De gueules à un château de trois tours d'argent soutenu d'une croix de légion d'honneur au naturel, au chef de France. |
| Blason de Tournus | Détails | Le statut officiel du blason reste à déterminer.                                                                       |

| Blason de Tronchy | Blason  | Écartelé en sautoir: au 1er d'azur au bâtiment à colombage d'argent, au 2e de sinople à la brebis regardant et passant d'argent, au 3e de sinople à la roue de moulin d'argent, au 4e d'azur au lion d'hermine; à la cotice en barre d'argent chargée d'un filet ondé en barre d'azur, brochant sur le trait du taillé; sur le tout, d'or à la hache de sable, posée en bande, fendant une souche arrachée d'azur. |
| Blason de Tronchy | Détails | Armes parlantes. (tronc) Le statut officiel du blason reste à déterminer. |

| Blason de Truchère (La) | Blason  | De gueules à deux clefs passées en sautoir et à l'épée brochante, à la main mouvant du chef et tenant un livre ouvert au-dessus de la pointe de l'épée, le tout d'argent. |
| Blason de Truchère (La) | Détails | Le statut officiel du blason reste à déterminer. |

Pas d'information pour les communes suivantes : Tancon, Tavernay, Thurey, Tintry, Torcy, Torpes, Toutenant, Tramayes, Trambly, Trivy.
- Haut – A
- B
- C
- D
- E
- F
- G
- H
- I
- J
- K
- L
- M
- N
- O
- P
- Q
- R
- S
- T
- U
- V
- W
- X
- Y
- Z

## U
| Blason de Uchizy | Blason  | D'or au phénix d'azur ; au chef ondé du même chargé d'une crosse du champ accostée de fleurs de lis du même.                                  |
| Blason de Uchizy | Détails | Différences entre dessin et blasonnement : crosse dif tête de crosse issant de la partition. Le statut officiel du blason reste à déterminer. |

Pas d'information pour Uchon et Uxeau.

## V
| Blason de Varenne-l'Arconce | Blason  | De sinople à la champagne ondée d'azur sommée d'une burelle ondée d'argent ; au chevron renversé d'or brochant sur le tout et accompagné en chef de deux clés d'argent passées en sautoir, les anneaux liés par une chaîne du même. |
| Blason de Varenne-l'Arconce | Détails | Adopté le 3 septembre 2020. |

| Blason de Varennes-Saint-Sauveur | Blason  | De gueules à la fasce d'or.                      |
| Blason de Varennes-Saint-Sauveur | Détails | Le statut officiel du blason reste à déterminer. |

| Blason de Verdun-sur-le-Doubs | Blason  | D'azur à trois chevrons d'or.                    |
| Blason de Verdun-sur-le-Doubs | Détails | Le statut officiel du blason reste à déterminer. |

| Blason de Vergisson | Blason  | D'argent à quatre cœurs de gueules appointés en croix, au chef d'or* à trois bandes de sinople.                    |
| Blason de Vergisson | Détails | * Il y a là non-respect de la règle de contrariété des couleurs : ces armes sont fautives (or sur argent). Adopté. |

| Blason de Villeneuve-en-Montagne | Blason  | Divisé en chevron de gueules à un crosseron d'argent à dextre et un mont isolé de six coupeaux du même à senestre ; et de sinople au taureau passant d'argent ; au chevron d'or brochant sur la partition. |
| Blason de Villeneuve-en-Montagne | Détails | Le statut officiel du blason reste à déterminer. |

| Blason de Vincelles | Blason  | D'azur au pal d'argent accosté de deux fusées d'or. |
| Blason de Vincelles | Détails | Le statut officiel du blason reste à déterminer.    |

| Blason de Vindecy | Blason  | De sinople à la bande ondée abaissée d'argent chargée dune bande ondée d'azur accompagnée en chef d'un bœuf arrêté d'argent ; au franc-quartier de gueules chargé d'une grappe de raisin pamprée et feuillée de deux pièces d'or. |
| Blason de Vindecy | Détails | Créé par JF Binon. Sur site de la commune, 2019. |

| Blason de Vitry-sur-Loire | Blason  | D'azur à la fasce d'argent, chargée de trois merlettes de sable et accompagnée de trois étoiles d'argent. |
| Blason de Vitry-sur-Loire | Détails | Le statut officiel du blason reste à déterminer.                                                          |

Pas d'information pour les communes suivantes : Vareilles, Varenne-Saint-Germain, Varennes-le-Grand, Varennes-lès-Mâcon, Varennes-sous-Dun, Vauban, Vaudebarrier, Vaux-en-Pré, Vendenesse-lès-Charolles, Vendenesse-sur-Arroux, Vérissey, Verjux, Verosvres, Vers, Versaugues, Verzé, Le Villars, Villegaudin, La Vineuse, Vinzelles, Viré, Virey-le-Grand, Viry, Vitry-en-Charollais, Vitry-lès-Cluny, Volesvres.
- Haut – A
- B
- C
- D
- E
- F
- G
- H
- I
- J
- K
- L
- M
- N
- O
- P
- Q
- R
- S
- T
- U
- V
- W
- X
- Y
- Z